# Església de la Mare de Déu dels Desemparats de Moraira
L'església de la mare de Déu dels Desemparats està situada al nucli antic de Moraira, al terme municipal de Teulada (Marina Alta, País Valencià).
En el seu origen l'església fou una ermita erigida sota la mateixa advocació mariana. Encara que no es coneixen amb exactitud els seus inicis, sembla que va ser edificada entre 1875 i 1878, gràcies a les donacions de les germanes Oliver de Teulada, quan era rector de la parròquia de santa Caterina mossèn Francisco Payà. El geògraf Francisco Figueras Pacheco va fer esment de l'existència de l'ermita l'any 1910. L'any 1974 va ser erigida en parròquia, el seu primer rector fou Francisco Llopis Blasco, fins aleshores rector de la de Teulada.

## Descripció
L'església té una planta rectangular, els seus fonaments són carreus procedents del mur del fortí de Moraira. Està dividida en tres naus separades per pilars, la central ocupa quasi el doble que les laterals. A més consta de quatre trams, el primer dels quals correspon a l'ampliació de l'església feta el 1981. Aquesta obra va consistir en la prolongació del cos de la mateixa cap a la part de la façana, afegint-hi un pòrtic amb quatre arcs a la manera dels tradicionals riuraus de la zona. Aquest pòrtic es va tancar el 1989 mitjançant vitralls, accedint-se a l'interior per l'arc que enfronta amb la porta principal. Sobre el pòrtic hi ha al primer pis el cor de l'església i al segon un saló parroquial. A la part esquerra d'aquesta ampliació i a l'altura de la coberta, es va construir un campanar quadrat que disposa de dues campanes.
Els sostre de l'edifici és de voltes bufades, delimitades per arcs formers. A l'exterior la coberta és de teulada a tres aigües, conservant-se a la part davantera l'antiga espadanya, que encara manté la campana.
La decoració de l'interior és molt senzilla, d'acord amb les pautes de les ermites de finals del segle xix i principis del XX. Els elements a destacar són els mosaics de l'altar major, que emmarca la imatge de la titular i combina escenes religioses amb les marineres pròpies de la localitat, i el mosaic situat a la part dreta del segon tram on es representa el Crist crucificat. Ambdós mosaics són obra de l'artista Juan Ros Marí, també encarregat dels dos vitralls amb motius eucarístics situats a l'antic porxe de l'església.
A la façana est de l'església hi ha una fornícula amb la imatge de la mare de Déu del Carme, patrona dels mariners, i és l'única capelleta de carrer amb escultura del poble.